# Ingeringsee
De Ingeringsee is een bergmeer gelegen in de Seckauer Alpen in de Oostenrijkse deelstaat Stiermarken. Het meer ligt op een hoogte van 1221 m en wordt omringd door de Pletzen (2342 m), de Geierhaupt (2416 m), de Hochreichart (2416 m) en de Seckauer Zinken (2398 m). Vanuit de Ingeringsee vloeit de Ingeringbeek naar de Mur in Knittelfeld.
Het bosbeheer Wasserberg heeft in 2015 aan dit meer de Klementikapel gebouwd. Deze kapel is gewijd aan de heilige Clemens van Rome die in Stiermarken als de patroon van de bosarbeiders vereerd wordt.
De Ingeringsee is het vertrekpunt van verschillende bergwandelingen, onder andere naar de Kettentörl (1864 m) en de Brandstättertörl (2021 m). Het meer ligt ook op het traject van de lange-afstandswandelroutes 902 en 908.

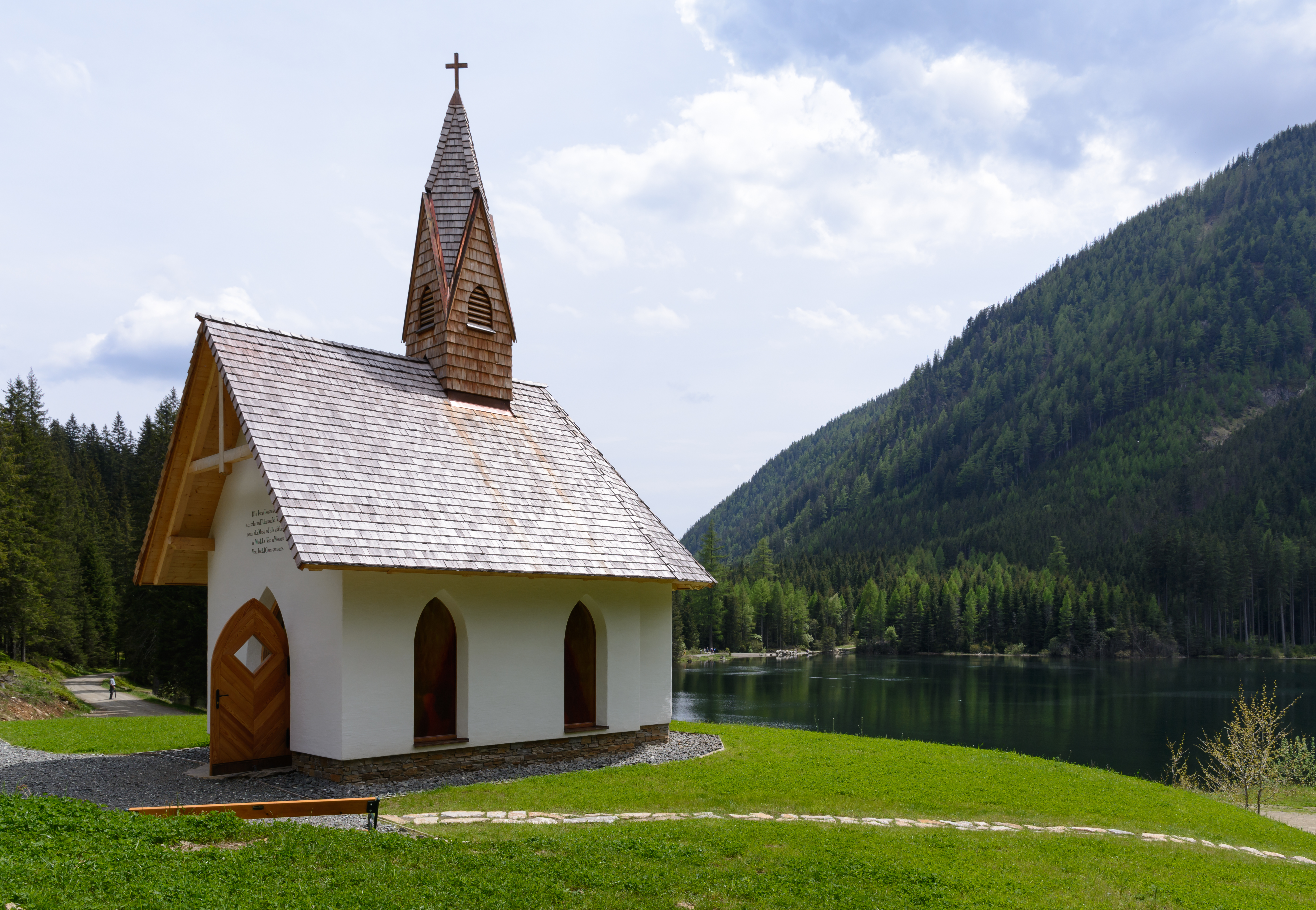
De Klementikapel

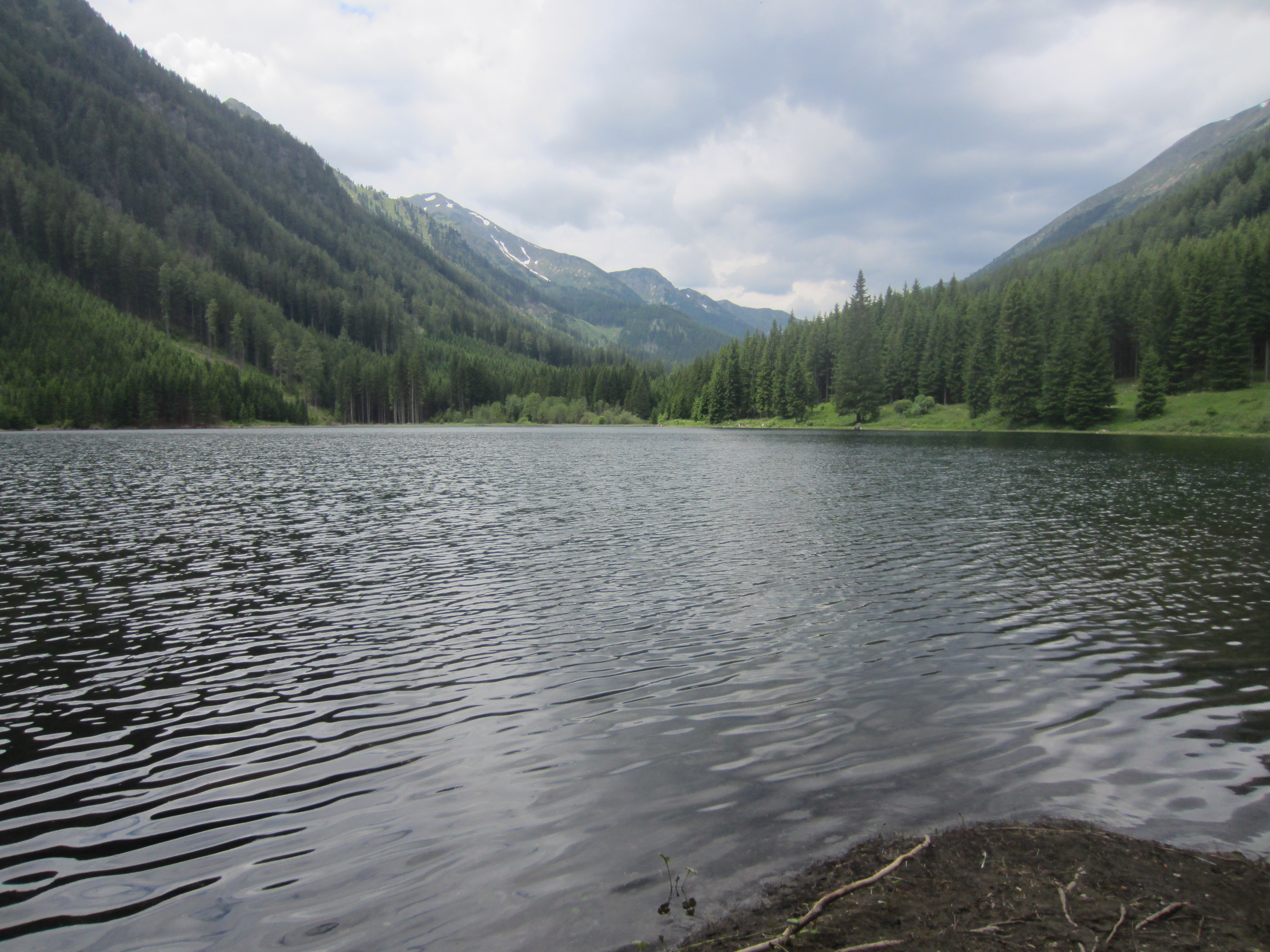
Zicht op het water